# 黑顶穴䳍
黑顶穴䳍（学名：Crypturellus atrocapillus）是䳍科穴䳍屬的一种鸟类。

## 特征
黑顶穴䳍体重约453克，翼长约165.7毫米，嘴峰长约32.3毫米，喙宽度约5.4毫米，喙厚度约5毫米，跗蹠长约52.6毫米，尾长约44.3毫米。黑顶穴䳍在其分布区内为留鸟，其栖息在密集的高大的树木组成的森林中。食性为草食性。

## 亚种
- ：分布于秘鲁东南部（乌卡亚利中部至普诺）和巴西西南部（阿克里）的低地。
- ：分布于玻利维亚北部的低地。[4]